# 阿通科利亞區
阿通科利亞區（西班牙語：Distrito de Atuncolla），是秘魯的一個區，位於該國東南部普諾大區的普諾省，面積124.74平方公里，海拔高度3,822米，2005年人口3,984，人口密度每平方公里32人。

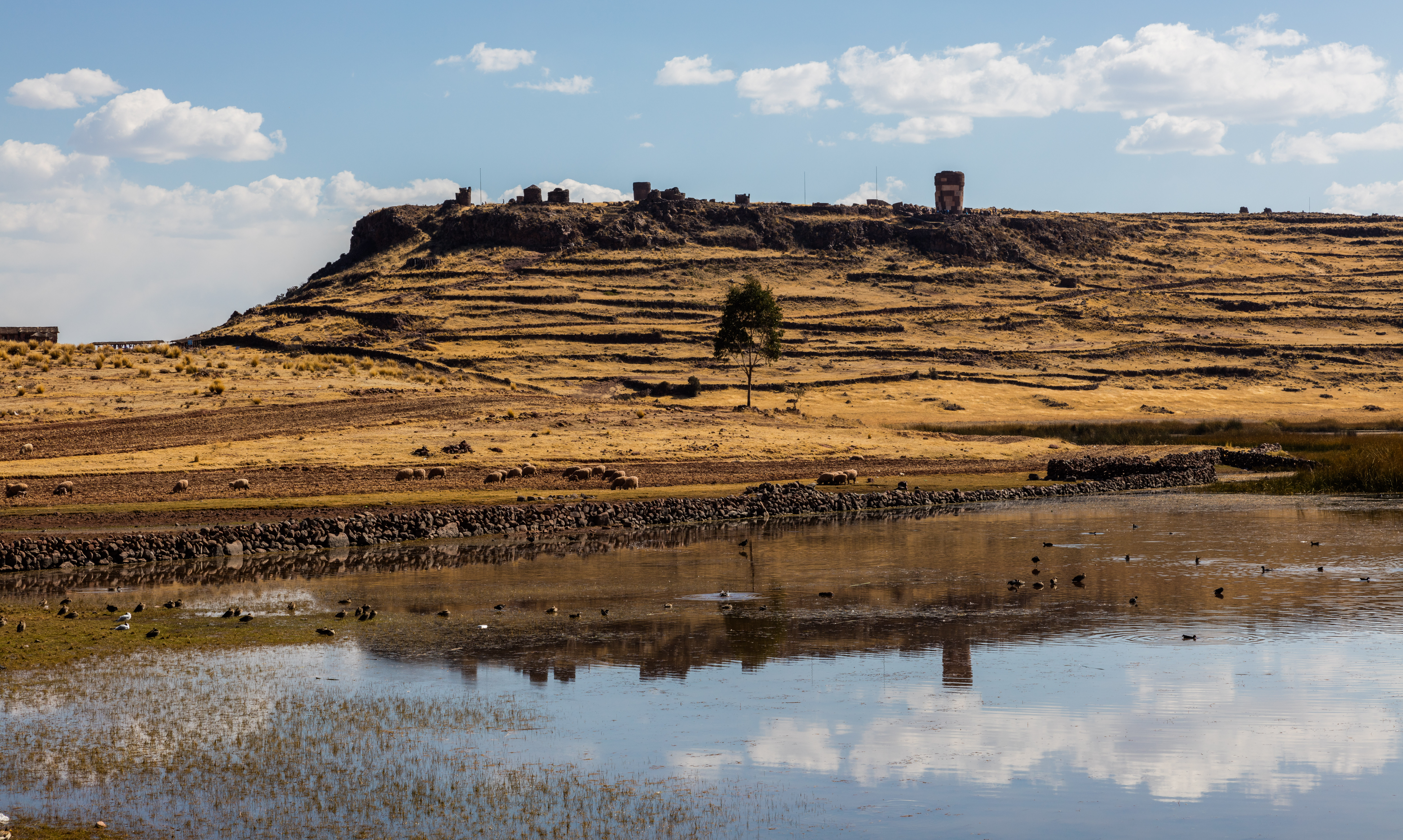